# HD 152909
HD 152909，又名BD-19 4471，SAO 160180、HR 6294，是一颗恒星，视星等为6.27，位于銀經1.62，銀緯14.41，其B1900.0坐标为赤經16h 51m 11.3s，赤緯-19° 14.41′ 54″。